# Explosionsunglück am Steingletscher

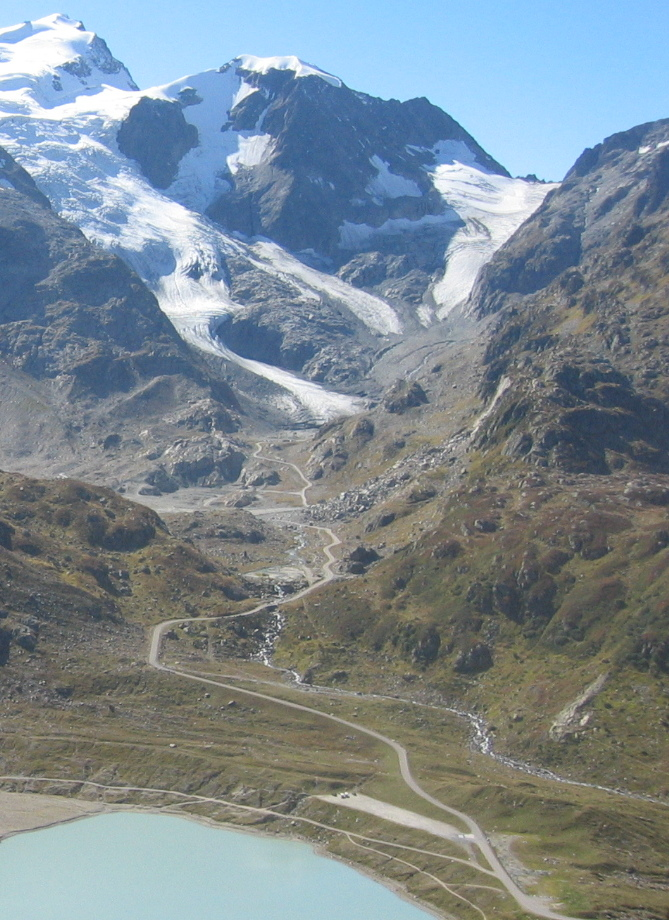
Das Tal, in dem sich das Unglück ereignete – Schutthalde in der Bildmitte (2005)

Die Explosion am Steingletscher ereignete sich am 2. November 1992 an einem Munitionssprengplatz am Sustenpass in der Gemeinde Innertkirchen im Kanton Bern. Das Unglück forderte sechs Menschenleben und gilt als eines der schwersten Explosionsunglücke in der Schweizer Geschichte.

## Das Unglück
Am 2. November 1992 explodierte in einer unterirdischen Munitionskaverne beim Steingletscher eine geschätzte Menge von 800 bis 840 Tonnen Sprengstoff und Munition. Die Detonation löste einen massiven Felssturz aus und war bis nach Italien seismisch messbar. Sechs Personen kamen ums Leben und wurden unter den Gesteinsmassen begraben. Lediglich die sterblichen Überreste eines der Toten wurden in den Trümmern vor der Kaverne gefunden; die übrigen Leichen konnten nie geborgen werden. Vier Tote waren Militärangestellte, zwei weitere pensionierte Mitarbeiter, die als Gäste vor Ort waren.
Seit 1984 wurden auf dem Munitionssprengplatz Steingletscher Altbestände militärischer Spreng- und Kampfmittel aus den Jahren des Kalten Krieges entsorgt. Die zu entsorgende Munition wurde in der Kaverne gelagert.
An jenem Montag hatten sich 27 Besucher eingefunden, um einer Vorführung der kontrollierten Munitionssprengung beizuwohnen. Die Besichtigung war offiziell für neun Personen bewilligt worden. Als ein Mitarbeiter Feuerwerkskörper für die abschliessende Demonstration holen wollte, ereignete sich die ungeplante Explosion. 21 Besucher überlebten, da sie sich ausserhalb der Kaverne aufhielten.
Die Rettungsarbeiten erwiesen sich in den ersten Tagen als schwierig. Unstabile Verhältnisse im Geröllfeld und die Gefahr von Nachdetonationen erlaubten es den Rettungskräften nicht, den Unglücksort zu untersuchen. Und aufgrund der späten Tageszeit des Unglücks sowie Nebels und Schneefalls an den Folgetagen konnten sie sich zu Beginn kaum ein Bild der Lage machen. Wenig später wurde das Gebiet unter einer dicken Schneeschicht begraben.

## Ursache und Vertuschung
Die Ermittlungen der Kantonspolizei Bern unter Willy Knecht ergaben, dass 280 defekte Treiberraketen des geheimen Bloodhound-Luftabwehrsystems in der Kaverne lagerten. Diese waren nicht in der Lagerbuchhaltung erfasst und befanden sich direkt neben den Feuerwerkskörpern. Bei der Entnahme der Pyrotechnik kam es zu einem Zwischenfall, der die Raketen entzündete. Der charakteristische weisse Rauch und die entstehende Hitze führten zur Kettenreaktion, die die gesamte Munition zur Explosion brachte.
Da das Bloodhound-System bis 1999 als streng geheim klassifiziert war, wurde der Ermittlungsbericht nie veröffentlicht. In den offiziellen Verlautbarungen heisst es bis zum heutigen Tag, die Unfallursache sei «nicht restlos geklärt», obschon die tatsächlichen Zusammenhänge den Ermittlern bereits 1993 bekannt waren. Die Staatsanwaltschaft stellte das Verfahren im Januar 1995 ein, da keine strafrechtliche Verantwortlichkeit begründet werden konnte.

## Folgen

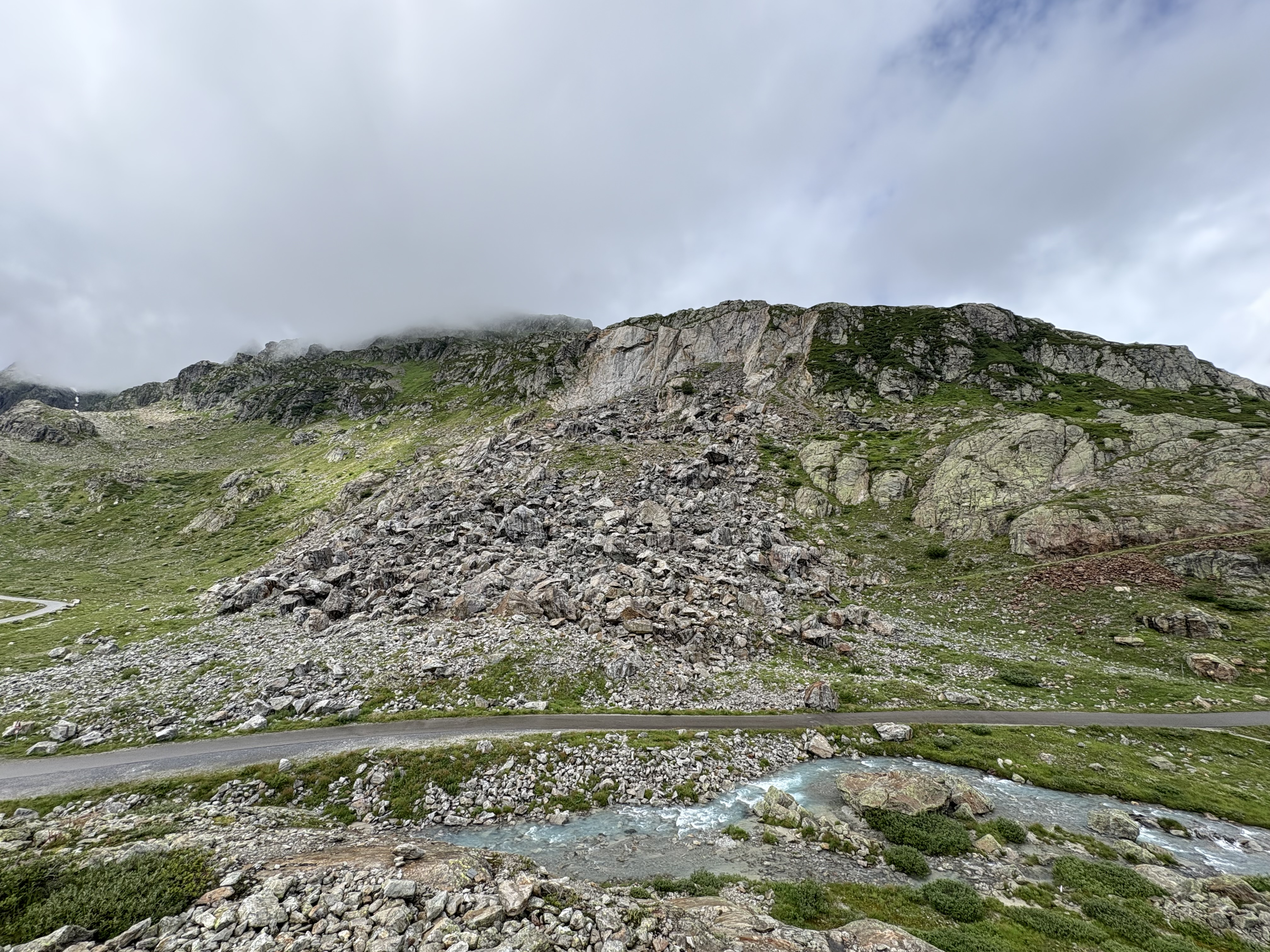
Felssturz an der Unglücksstelle

Durch die Wucht der Detonation wurde das gesamte Anlagensystem vernichtet und ein gewaltiger Felssturz mit schätzungsweise 300'000 Kubikmetern Gesteinsmasse ausgelöst. Der Schuttkegel war rund 200 Meter breit, 200 Meter tief und bis 70 Meter hoch; Gesteinsbrocken wurden bis zu 600 Meter weit geschleudert.
Der Grundeigentümer Heinz Jossi führte langwierige Schadenersatzprozesse gegen das Militärdepartement (EMD). Neben der Forderung von 13 Millionen Franken für Landschaftsschäden stritten sich die Parteien um 720'000 Franken für unbezahlte Kieslieferungen. Das EMD hatte nach der Explosion die Zahlungen für Jossis Kieslieferungen eingestellt und den Kubikmeterpreis als zu hoch bezeichnet. Ein Schiedsgericht empfahl 1997 die Zahlung von 720'000 Franken, doch das EMD lehnte ab. Jossi geriet dadurch in massive finanzielle Schwierigkeiten und musste Alpweiden verkaufen, um seine Prozesse zu finanzieren. 1999 musste Jossi Konkurs anmelden.
Nach dem Unglück wurden 30 Standorte für eine Verlegung des Sprengplatzes geprüft, man blieb jedoch beim Susten, da dort die Sicherheit insgesamt am besten gewährleistet sei.
Die offene Munitionsvernichtung am Sustenpass wurde 1998 eingestellt. Ab diesem Zeitpunkt erfolgte die Entsorgung in einer geschlossenen Anlage in Altdorf, nachdem eine Einigung zwischen dem WWF und der Schweizerischen Munitionsunternehmung erzielt worden war.
Heute erinnert auf dem Sustenpass eine Gedenktafel an die sechs Todesopfer. Der Fall zeigt exemplarisch, wie militärische Geheimhaltung die Aufklärung von Unglücksursachen behindern kann.